# Apolline Dreyfuss
Apolline Dreyfuss, née le 30 décembre 1986 à Strasbourg, est une nageuse synchronisée française. Au cours de sa carrière sportive, elle a remporté plusieurs titres de championne de France et participé plusieurs fois aux championnats d'Europe ainsi qu'aux championnats du monde à Rome et aux Jeux olympiques de Pékin.

## Biographie
Apolline Dreyfuss est née le 30 décembre 1986 à Strasbourg. Elle est diplômée de l'école de commerce ESCP Europe.

## Carrière sportive
Sa carrière internationale en Sénior débute aux championnats d'Europe de natation 2006 à Budapest. Elle termine 8e dans les épreuves solo, et duo, 6e dans l'épreuve par équipe et 5e en combiné.
Pour les championnats d'Europe de natation 2008 à Eindhoven, un nouveau duo est formé. Les entraineurs de l'équipe de France décident de l'associer à Lila Meesseman-Bakir malgré leur différence de taille. Elle mesure 1,73 m alors que Meesseman-Bakir mesure 1,62 m l'obligeant à faire plus d'efforts car hors de l'eau les deux nageuses doivent faire la même taille,. Le nouveau duo termine à la 8e place. Avec l'équipe de France, elle atteint la 5e place. La même année, le duo obtient la 11e place aux Jeux olympiques à Pékin.
En 2009, elle participe championnats du monde de natation à Rome. Malgré une préparation bouleversée par la destruction du centre nautique de l'INSEP en novembre 2008, Apolline Dreyfuss et elle terminent 8e lors championnats du monde de natation 2009 à Rome, progressant de deux places ; l'équipe de France se classe 9e en programme technique et 7e en programme libre.
Les championnats d'Europe de natation 2010 seront sa dernière compétition internationale. Lila Meesseman-Bakir ayant prise sa retraite en février 2010, le duo français est constitué d'Apolline Dreyfuss et Chloé Wilhem. Elles décrochent la 5e place.
Afin de se consacrer à ses études, elle met fin à sa carrière de sportif de haut niveau en 2010, à l'âge de 23 ans.